# 玛丽·沙皮诺

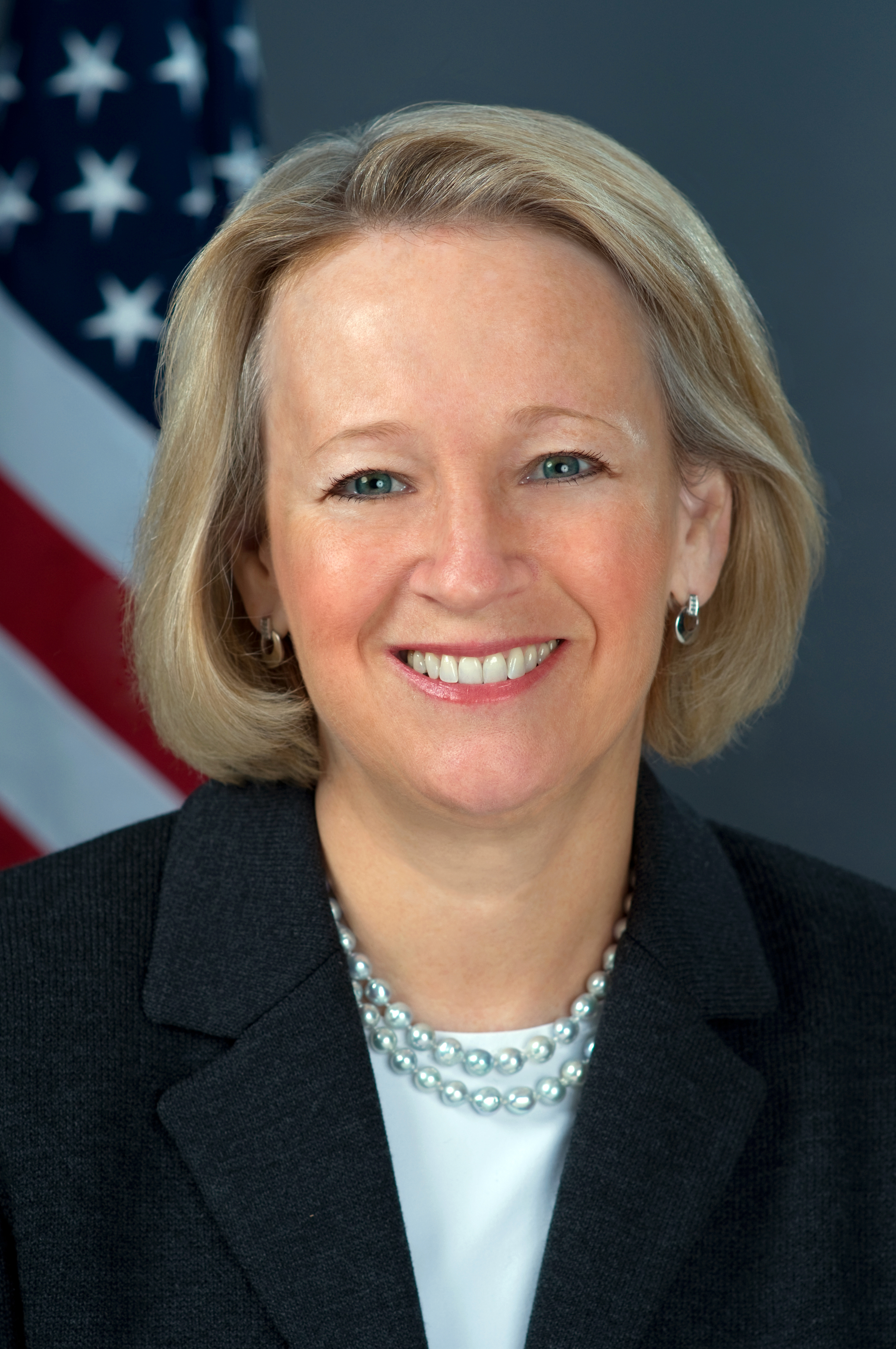
玛丽·沙皮诺

玛丽·沙皮诺（1955年6月19日—）是一位美国律师。

## 生平
由美國總統歐巴馬任命，參議院無異議通過，在2009年1月27日起擔任29届美国证券交易委员会主席（第一任女性主席）。原美国金融业监管局主席。2009年富比世雜誌評等她為世界上最有權力的女性第56名。